# GravitDesigner
A Gravit Designer egy szabadon használható platformfüggetlen vektorgrafikus program. A Gravit GmbH kezdte el fejleszteni, még 2014-ben és adta ki 2015 nyarán. Folyamatosan fejlődött és tökéletesedett, míg 2018 nyarán a Corel tulajdonába került. Használható, macOS, Windows, Linux, Chrome OS rendszereken, valamint webböngészőben is. Jól használható, stabil, nagy tudású eszköz.

## Jellemzők
- Minden lényeges szerkesztő eszközzel rendelkezik, mint alakzatok, vonalak, vágóeszközök, szövegeszközök.
- Képes képek beillesztésére
- Támogatja a rétegek használatát
- Több belső könyvtárral is rendelkezik
- Támogatja szimbólumok létrehozását
- Sok betűtípust támogat, köztük a webes betűtípusokat is.
- Több effektet alkalmazhatunk (elmosás, szín, árnyék glória, stb.)
- Remek színkezeléssel rendelkezik (RGB, HSB, CMYK és az átlátszóság is állítható)

## Fájltípusok
- Gravit Design az program alapértelmezett fájltípusa (.gvdesign)
- Scalable vector graphics (.svg, .svgz)
- PDF dokumentumok (.pdf)
- Postscript dokumentumok (.eps)
- Vázlat (.sketch)
- JPEG képek (.jpeg, .jpg)
- PNG (.png)

| Fájltípusok | Megnyitás | Mentés | Importálás | Exportálás |
| ----------- | --------- | ------ | ---------- | ---------- |
| .gvdesign   | x         | x      |            |            |
| .svg, .svgz | x         |        | x          | x          |
| .pdf        | x         |        | x          | x          |
| .esp        | x         |        | x          |            |
| .sketch     | x         |        | x          |            |
| .jpg, .jpeg |           |        | x          | x          |
| .png        |           |        | x          | x          |

A program képes a saját gépről és felhőből is a fájlok megnyitására és mentésére.

## Közösség
Az alkalmazás kiterjedt bloggal, facebook és twitter közösséggel rendelkezik